# Sofia Póvoas
Sofia Póvoas (22 de setembro de 1974) é uma actriz portuguesa.

## Televisão
- No Dia em Que..., Secretária do Ministro da Defesa, RTP 2009
- Pai à Força, Dona da Loja, RTP 2008
- A Outra, Enfermeira Anabela, TVI 2008
- Deixa-me Amar, Vendedora Imobiliária, TVI 2008
- Tu e Eu, Ana, TVI 2007
- Floribella, Mãe, SIC 2007
- Dei-te Quase Tudo, Enfermeira, TVI 2006
- Pedro e Inês, Irmã Augusta, RTP 2005
- Ninguém Como Tu, Assistente do Laboratório, TVI 2005
- Morangos Com Açúcar, Enfermeira, TVI 2004
- O Jogo, Secretária da Editora, SIC 2003
- O Crime Não Compensa, Vera e Secretária, SIC 2003
- Amanhecer, Enfermeira, TVI 2002
- Anjo Selvagem, TVI 2001
- Café da Esquina, RTP 2000
- Os Lobos, Enfermeira Sara, RTP 1998
- Terra Mãe, RTP 1997
- A Grande Aposta, RTP 1997
- Primeiro Amor, RTP 1996
- Têtes Corronées, TF1 1995
- La Madonne de Lisbonne, TF1 1994
- Clube Amigos Disney, RTP 1988

## Telefilmes
- Fatima, Peregrina, de Fabrizio Costa, 1996
- The Garden of Redemption, Judia, de Thomas Michael Donnelly, 1996
- La régle du silence, de Mark Riviére, 1995

## Cinema
- Femena, Hospedeira, de Matt Cimber, 2012
- Além de Ti, Sofia, de João Marco, 2011
- Praxe Acidentada, Mãe/Anjo, de Bruno Nobre, 2011
- Faminto, Raquel, de Hernânia Duarte Maria, 2011
- Doubt (Scene), Mrs. Muller, de José Maria Cyrne, 2010
- Star Wars - Episódio XX, Princesa Leia, de Miguel Mariano, 2010
- Vataça de Lascaris, Vataça de Lascaris, de Miguel Vilhena, 2010
- A Carteira Roubada, Recepcionista Sofia, de Cláudia Correia, 2009
- Um Tiro no Escuro, Hospedeira, de Leonel Vieira, 2003
- A Filha, de Solveig Nordlung, 2002
- A Jangada de Pedra, Jornalista, de George Sluizer, 2001
- La Capitale du Monde, de Eric Barbier, 1997
- A Tempestade da Terra, de Fernando D'Almeida e Silva, 1996
- Elles, Turista, de Luís Galvão Telles, 1996
- El Perro del Hortelano, Criada de Diana, de Pilar Miró, 1995
- Une Fille Galante, Convidada do Casamento, de Nadine Trintignan, 1995
- Sostiene Pereira, de Roberto Faenza, 1994